# Dyscia sultanica
Dyscia sultanica är en fjärilsart som beskrevs av Eugen Wehrli 1936. Dyscia sultanica ingår i släktet Dyscia och familjen mätare. Inga underarter finns listade i Catalogue of Life.